# Ліпник (Лодзинське воєводство)
Ліпник (пол. Lipnik) — село в Польщі, у гміні Семковиці Паєнчанського повіту Лодзинського воєводства.
Населення — 702 особи (2011).
У 1975-1998 роках село належало до Серадзького воєводства.

## Демографія
Демографічна структура станом на 31 березня 2011 року:
|          | Загалом | Допрацездатний вік | Працездатний вік | Постпрацездатний вік |
| -------- | ------- | ------------------ | ---------------- | -------------------- |
| Чоловіки | 353     | 82                 | 221              | 50                   |
| Жінки    | 349     | 81                 | 175              | 93                   |
| Разом    | 702     | 163                | 396              | 143                  |